# Charles Heubès
Charles-Joseph Heubès, né à Paris le 3 juillet 1862 et mort à Versailles le 27 septembre 1948, est un architecte français de la fin du XIXe siècle et du début du XXe siècle.

## Biographie
Charles Heubès est le fils d'un ébéniste du Marais, François-Joseph-Hubert Heubès (né vers 1826-mort après 1894), vraisemblablement d'origine allemande.
Il entre en 1879 à l’École des Beaux-arts, où il est admis en première classe en 1884. Élève de Jean-Louis Pascal, il termine troisième au Grand prix de Rome (deuxième second Grand prix) en 1887. Lauréat, la même année, du prix Deschaumes de l'Académie, il est diplômé par le gouvernement en 1888. L'année suivante, il obtient le prix de la fondation Bouwens van der Boijen.
Après une dernière candidature au prix de Rome en 1892, Heubès entre au service de l'administration préfectorale de la Seine, où il mène une carrière d'architecte-fonctionnaire : sous-inspecteur (1893) puis inspecteur (1901) du service municipal d'architecture, il devient ensuite architecte de la 3e division du service d'architecture du département (1911), puis architecte de l'administration centrale (1912) et, enfin, architecte en chef adjoint de la ville de Paris (1921). C'est à ce titre qu'il est notamment chargé du contrôle supérieur des travaux de la Grande Mosquée de Paris après le décès de son collègue Henri-Thomas-Édouard Eustache.
Le 23 août 1894, Charles-Joseph Heubès épouse Léontine-Jacqueline Leroux (1872-19..), fille de l'éditeur Ernest Leroux, nièce du peintre Bruno Chérier et de l'architecte saint-quentinois Charles Chérier, et cousine de l'architecte Gustave Nimbeau. Avec leur fille Marie-Louise Charlotte (1897-1990, future Mme Dillinger) et leur fils Marc-Joseph-Ernest (1900-1992), ils résident tout d'abord au 18 avenue du Maine puis au 52 boulevard de Vaugirard.
Heubès prend sa retraite après avoir été décoré de la Légion d'honneur en 1927. Remplacé par Gaston Lefol en 1929, il s'installe en Seine-et-Oise, à Fontenay-Saint-Père.

## Œuvre

### Réalisations
Sauf mention contraire : à Paris.
- Tentes pour le banquet d'adieu de l'Association générale des étudiants de Paris, Meudon (1889)[12].
- Monument commémorant la Défense héroïque de Saint-Quentin en 1557, en collaboration avec le sculpteur Corneille Theunissen, Saint-Quentin (1893-1897).
- Église Saint-Martin, Saint-Dié-des-Vosges, en collaboration avec Louis Mougenot[13] (1896-1902).
- Écuries et remises, 64 quai de la Rapée (1897)[14].
- Maisons de villégiature, 34 et 39 rue du Maréchal-Foch, 46 et 48 rue de Rohellou, Trestraou, Perros-Guirec (1899-1908).
- Pavillons de la République sud-africaine du Transvaal à l'Exposition universelle de 1900.
- Reconstruction de l'École de physique et de chimie, rue Vauquelin, en collaboration avec Allain (1900[15]-après 1907[16]).
- Immeuble de deux niveaux, 41 villa d'Alésia (1901)[14].
- Immeuble de six niveaux, 44 boulevard Garibaldi (1913)[14].
- Caserne de gendarmerie, rue de la Grille, Rosny-sous-Bois (1914-après 1921)[17]. Il s'agit aujourd'hui de la rue du Maréchal-Maunoury.
- Institut musulman (Grande Mosquée de Paris), avec Robert Fournez et Maurice Mantout d'après les plans de Maurice Tranchant de Lunel (1922-1926).
- Groupe d'HBM, 20 avenue Mathurin-Moreau, 97-99 avenue Simon-Bolivar (1924-1930)[18].

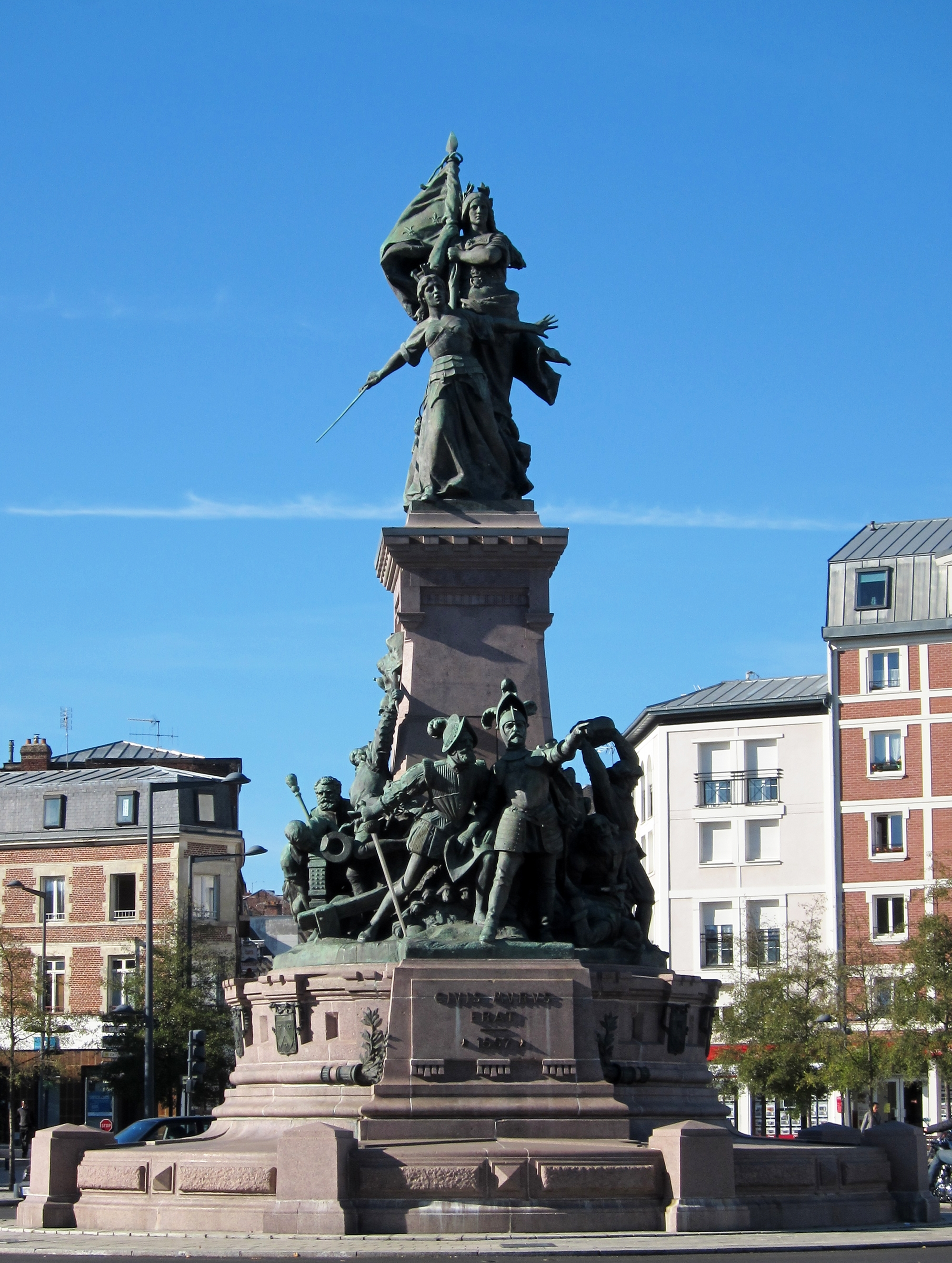
Monument de 1557, Saint-Quentin
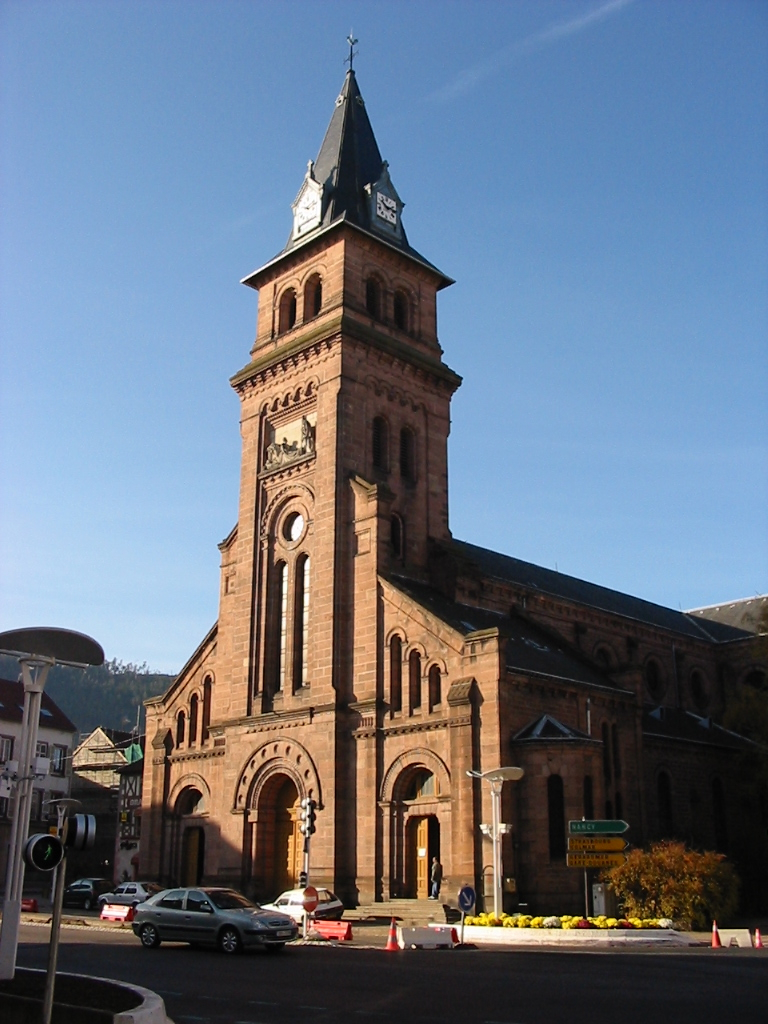
Église Saint-Martin, Saint-Dié-des-Vosges
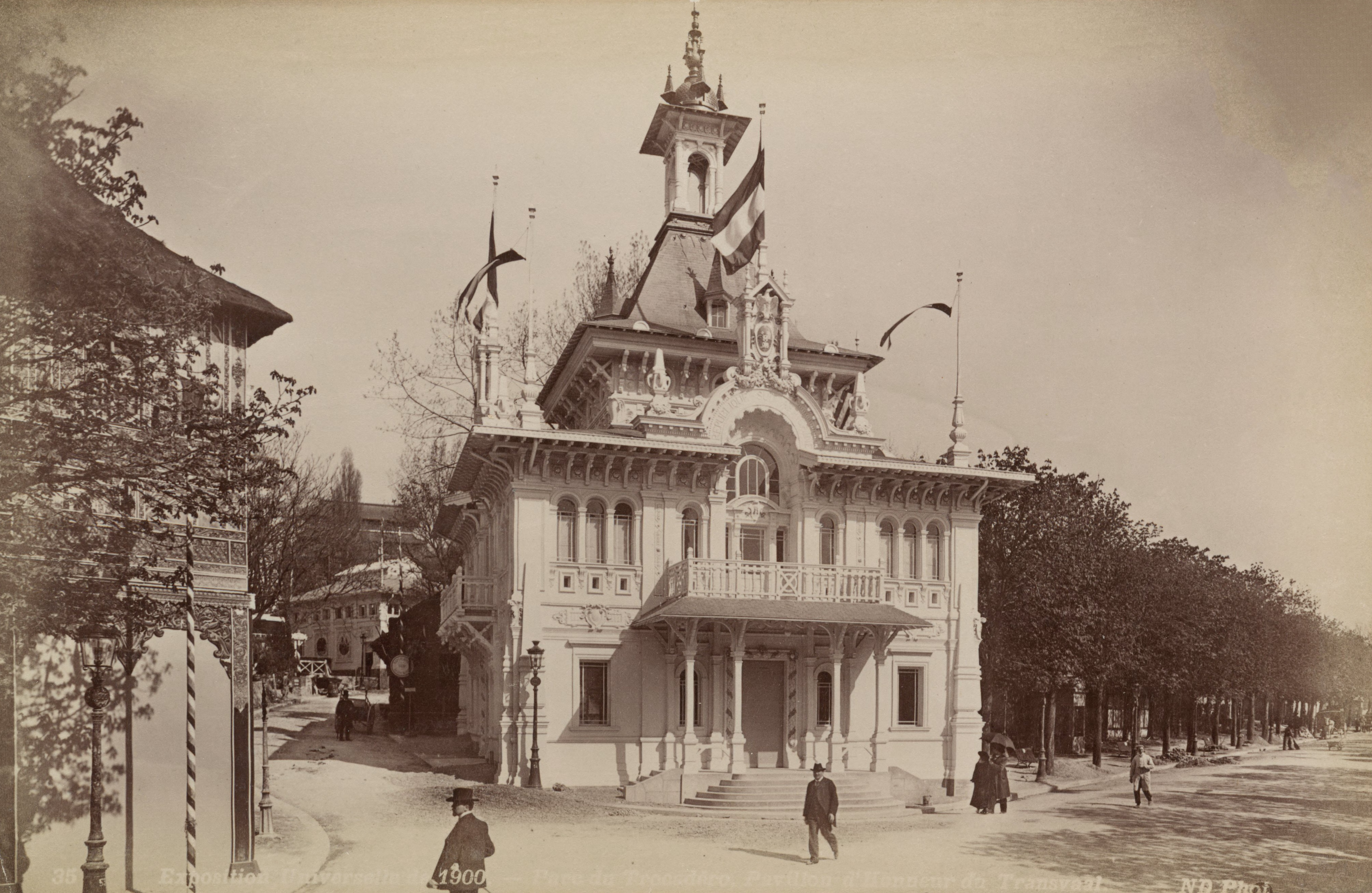
Pavillon du Transvaal au Trocadéro
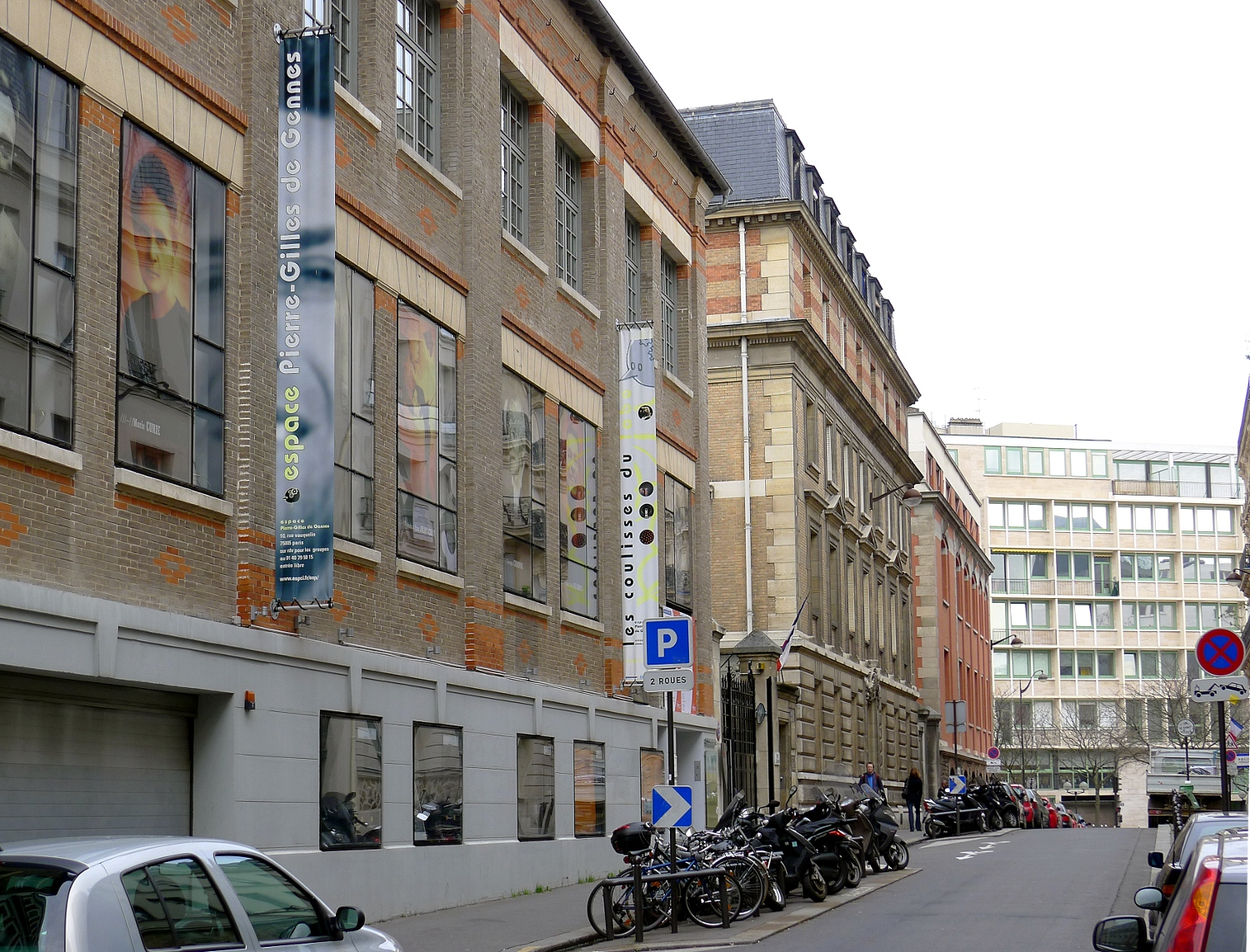
École de physique et de chimie, rue Vauquelin
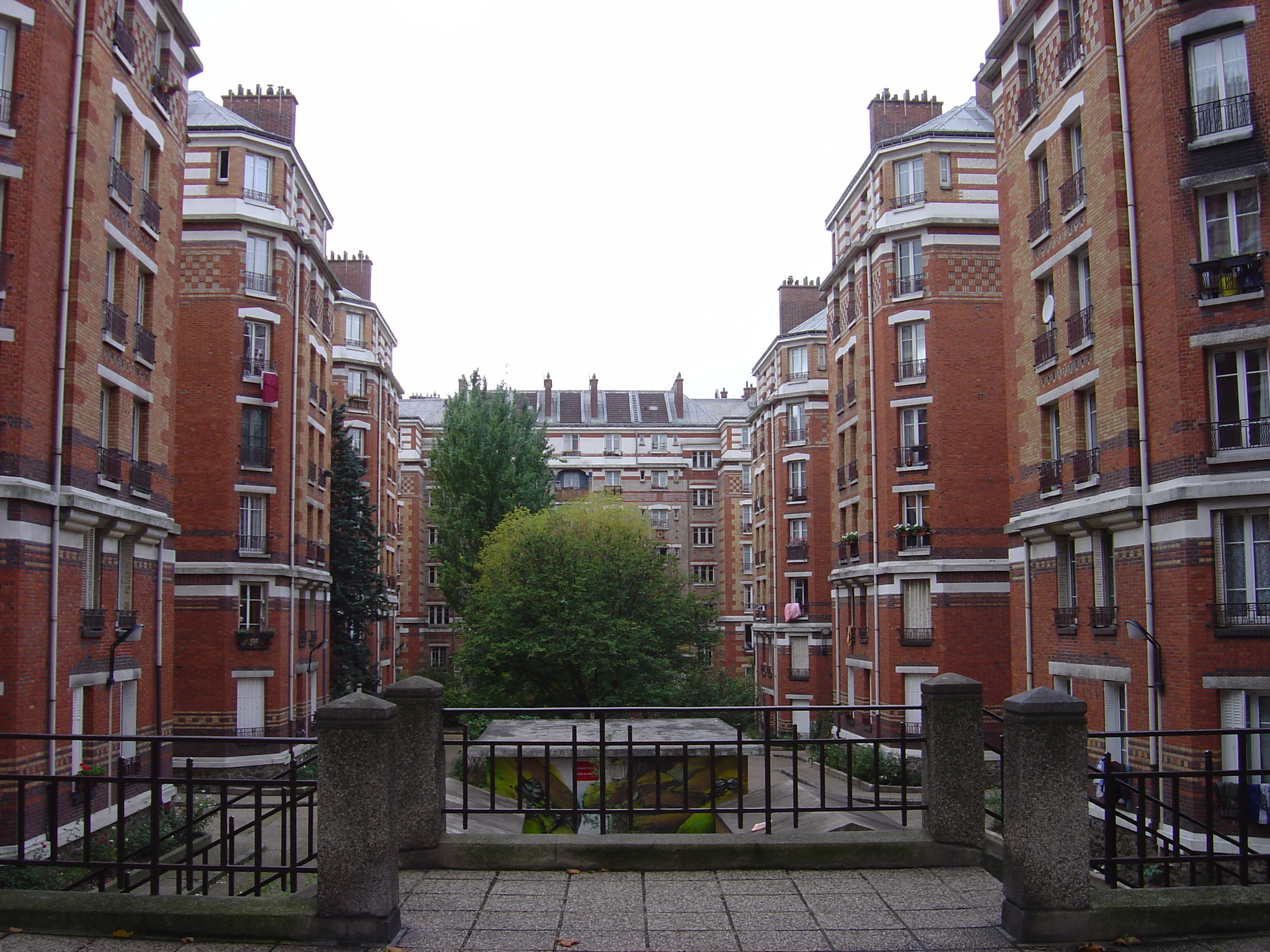
HBM, avenue Simon-Bolivar

### Dessins exposés au Salon
- Un marché couvert : façade principale, coupe longitudinale, plan général, détail de la ferme et coupe (1888)[19].
- Thermes de Cluny, aquarelle (1896)[20].
- La ville de Mortain (Manche), vue de la place de la Sous-Préfecture, aquarelle (1908)[21].
- Vue du donjon de Semur, Fragment du reste du chœur de la chapelle bénédictine à Flavigny, Tourelle du XIIIe siècle à Flavigny, aquarelles (1909)[22].

### Publications
- « Rapport sur les restes d'une basilique gallo-romaine découverts à Rosny-sur-Seine », in Henri Thomas, Une nouvelle page ajoutée à l'histoire de Rosny-sur-Seine, Paris, Plon, Nourrit & Cie, 1893.